# Péptido liberador de gastrina
El péptido liberador de gastrina, conocido como GRP (por sus siglas en inglés), es un neuropéptido, una molécula reguladora que ha sido implicada en varios procesos fisiológicos y fisiopatológicos. En los mamíferos se han encontrado dos péptidos relacionados, el péptido liberador de gastrina (GRP) y la neuromedina B (NMB). 
En particular, el GRP estimula la liberación de gastrina de las células G del estómago.
El gen del que se deriva denominado GRP, codifica varios péptidos similares a la bombesina.

## Estructura
El GRP tiene su pre-prohormona (pro-GRP) de 148 aminoácidos. Luego de la escisión del péptido señal, la cadena se procesa más para producir el péptido liberador de gastrina de 27 aminoácidos
```
H-Val-Pro-Leu-Pro-Ala-Gly-Gly-Gly-Thr-Val-Leu-Thr-Lys-Met-Tyr-Pro-Arg-Gly-Asn-His-Trp-Ala-Val-Gly-His-Leu-Met-NH2
```

o la neuromedina C de 10 aminoácidos.
Estos péptidos más pequeños regulan numerosas funciones del sistema gastrointestinal y sistemas nerviosos centrales, incluida la liberación de hormonas gastrointestinales, la contracción de las células del músculo liso y la proliferación de células epiteliales.

## Función
El péptido liberador de gastrina (GRP) en el humano, es un regulador que provoca la liberación de gastrina y regula la secreción de ácido gástrico y la función motora entérica. Las fibras posganglionares del nervio vago que inervan las neuronas de bombesina/GRP del estómago liberan GRP, que estimula las células G para que liberen gastrina.
El GRP también está involucrado en la biología del sistema circadiano, desempeñando un papel en la señalización de la luz al oscilador circadiano maestro en los núcleos supraquiasmáticos del hipotálamo.
Además, el GRP parece mediar ciertos aspectos del estrés. Esta es la razón del hecho observado de que la atropina no bloquea el efecto vagal sobre la liberación de gastrina.
Dado que la GRP podía reproducir la mayoría de los efectos biológicos de la bombesina en muchos mamíferos, durante mucho tiempo se había considerado al GRP como el equivalente en mamíferos de la bombesina de los anfibios (como la rana Bombina bombina).

## Gen
El gen GRP se encuentra en el cromosoma 18 (humano) en la ubicación 18q21. PreproGRP (la forma no procesada de la proteína GRP) está codificada en tres exones separados por dos intrones. El empalme alternativo da como resultado múltiples variantes de transcripción que codifican diferentes isoformas.
Con sus 148 aa tiene un peso molecular de 16 213 Daltons.
Los péptidos GRP han evolucionado a partir de homólogos en los ancestros de los mamíferos (péptidos similares a GRP) para desempeñar múltiples funciones en el intestino y en el cerebro como uno de los varios sistemas de "péptidos intestino-cerebro".

El GRP es un péptido final de 27 aminoácidos (29 aminoácidos en roedores) aislado originalmente del estómago porcino como equivalente mamífero de la bombesina. Muchos estudios han indicado que el GRP se expresa ampliamente en el sistema nervioso central (SNC).

## Síntesis
El PreproGRP comienza con la escisión de la peptidasa señal para generar el proGRP, que luego se procesa mediante escisiones proteolíticas para formar péptidos de GRP más pequeños.
Estos péptidos más pequeños son liberados por las fibras posganglionares del nervio vago, que inervan las células G del estómago y las estimulan para que liberen gastrina. El GRP regula numerosas funciones de los sistemas nervioso gastrointestinal y central, incluida la liberación de hormonas gastrointestinales, la contracción de las células musculares lisas y la proliferación de las células epiteliales.

## Importancia clínica
Se postula que el péptido liberador de gastrina y la neuromedina C desempeñan un papel en los cánceres humanos de pulmón, colon, estómago, páncreas, mama y próstata.

## Otras lecturas
- Merali Z, McIntosh J, Anisman H (2000). «Role of bombesin-related peptides in the control of food intake». Neuropeptides 33 (5): 376-86. PMID 10657515. S2CID 22270584. doi:10.1054/npep.1999.0054.
- Baraniuk JN, Lundgren JD, Shelhamer JH, Kaliner MA (1992). «Gastrin releasing peptide (GRP) binding sites in human bronchi». Neuropeptides 21 (2): 81-4. PMID 1557184. S2CID 40083693. doi:10.1016/0143-4179(92)90518-2.
- Spindel ER, Zilberberg MD, Habener JF, Chin WW (1986). «Two prohormones for gastrin-releasing peptide are encoded by two mRNAs differing by 19 nucleotides». Proc. Natl. Acad. Sci. U.S.A. 83 (1): 19-23. Bibcode:1986PNAS...83...19S. PMC 322782. PMID 3001723. doi:10.1073/pnas.83.1.19.
- Sausville EA, Lebacq-Verheyden AM, Spindel ER, etal (1986). «Expression of the gastrin-releasing peptide gene in human small cell lung cancer. Evidence for alternative processing resulting in three distinct mRNAs». J. Biol. Chem. 261 (5): 2451-7. PMID 3003116. doi:10.1016/S0021-9258(17)35956-2.
- Lebacq-Verheyden AM, Bertness V, Kirsch I, etal (1987). «Human gastrin-releasing peptide gene maps to chromosome band 18q21». Somat. Cell Mol. Genet. 13 (1): 81-6. PMID 3027901. S2CID 28347998. doi:10.1007/BF02422302.
- Naylor SL, Sakaguchi AY, Spindel E, Chin WW (1987). «Human gastrin-releasing peptide gene is located on chromosome 18». Somat. Cell Mol. Genet. 13 (1): 87-91. PMID 3027902. S2CID 7514856. doi:10.1007/BF02422303.
- Lebacq-Verheyden AM, Kasprzyk PG, Raum MG, etal (1989). «Posttranslational processing of endogenous and of baculovirus-expressed human gastrin-releasing peptide precursor». Mol. Cell. Biol. 8 (8): 3129-35. PMC 363540. PMID 3211139. doi:10.1128/MCB.8.8.3129.
- Spindel ER, Chin WW, Price J, etal (1984). «Cloning and characterization of cDNAs encoding human gastrin-releasing peptide». Proc. Natl. Acad. Sci. U.S.A. 81 (18): 5699-703. Bibcode:1984PNAS...81.5699S. PMC 391778. PMID 6207529. doi:10.1073/pnas.81.18.5699.
- Benya RV, Kusui T, Pradhan TK, etal (1995). «Expression and characterization of cloned human bombesin receptors». Mol. Pharmacol. 47 (1): 10-20. PMID 7838118.
- Moody TW, Zia F, Venugopal R, etal (1994). «Corticotropin-releasing factor stimulates cyclic AMP, arachidonic acid release, and growth of lung cancer cells». Peptides 15 (2): 281-5. PMID 8008632. S2CID 44503352. doi:10.1016/0196-9781(94)90013-2.
- Frankel A, Tsao MS, Viallet J (1994). «Receptor subtype expression and responsiveness to bombesin in cultured human bronchial epithelial cells». Cancer Res. 54 (7): 1613-6. PMID 8137267.
- Lü F, Jin T, Drucker DJ (1996). «Proglucagon gene expression is induced by gastrin-releasing peptide in a mouse enteroendocrine cell line». Endocrinology 137 (9): 3710-6. PMID 8756537. doi:10.1210/en.137.9.3710.
- Bertenshaw GP, Turk BE, Hubbard SJ, etal (2001). «Marked differences between metalloproteases meprin A and B in substrate and peptide bond specificity». J. Biol. Chem. 276 (16): 13248-55. PMID 11278902. doi:10.1074/jbc.M011414200.
- Lambeir AM, Durinx C, Proost P, etal (2001). «Kinetic study of the processing by dipeptidyl-peptidase IV/CD26 of neuropeptides involved in pancreatic insulin secretion». FEBS Lett. 507 (3): 327-30. PMID 11696365. S2CID 26891876. doi:10.1016/S0014-5793(01)02982-9. hdl:10067/366910151162165141.
- Mason S, Smart D, Marshall IC, etal (2002). «Identification and characterisation of functional bombesin receptors in human astrocytes». Eur. J. Pharmacol. 438 (1–2): 25-34. PMID 11906707. doi:10.1016/S0014-2999(02)01268-2.
- Carroll RE, Matkowskyj K, Saunthararajah Y, etal (2002). «Contribution of gastrin-releasing peptide and its receptor to villus development in the murine and human gastrointestinal tract». Mech. Dev. 113 (2): 121-30. PMID 11960700. S2CID 15515339. doi:10.1016/S0925-4773(02)00032-1.
- Uchida K, Kojima A, Morokawa N, etal (2003). «Expression of progastrin-releasing peptide and gastrin-releasing peptide receptor mRNA transcripts in tumor cells of patients with small cell lung cancer». J. Cancer Res. Clin. Oncol. 128 (12): 633-40. PMID 12474049. S2CID 23764903. doi:10.1007/s00432-002-0392-8.
- Strausberg RL, Feingold EA, Grouse LH, etal (2003). «Generation and initial analysis of more than 15,000 full-length human and mouse cDNA sequences». Proc. Natl. Acad. Sci. U.S.A. 99 (26): 16899-903. PMC 139241. PMID 12477932. doi:10.1073/pnas.242603899.
- Schneider J, Philipp M, Velcovsky HG, etal (2003). «Pro-gastrin-releasing peptide (ProGRP), neuron specific enolase (NSE), carcinoembryonic antigen (CEA) and cytokeratin 19-fragments (CYFRA 21-1) in patients with lung cancer in comparison to other lung diseases». Anticancer Res. 23 (2A): 885-93. PMID 12820318.